# Palaeomolis roseni
Palaeomolis roseni là một loài bướm đêm thuộc phân họ Arctiinae, họ Erebidae.